# Верхнетуломский
Верхнетуло́мский — посёлок городского типа в Кольском районе Мурманской области. Центр одноимённого городского поселения.

## География
Расположен на реке Тулома в 83 км от Мурманска по автодороге «Лотта».
Включён в перечень населённых пунктов Мурманской области, подверженных угрозе лесных пожаров.

## История
Коренные жители территории, на которой расположен п. Верхнетуломский - саамы. К 18 веку поблизости от современного поселка существовало три селения – саамское Нотозеро, русское селение Падун и финский Ристикент, жители которых занимались оленеводством, заготовкой пушнины, леса и рыбным промыслом. Здесь имелась собственная часовня, в 1918 году была открыта первая школа, а с 1929 года - школа – интернат на 100 мест для детей из близлежащих становищ. С 1933 года заработала гидрометеорологическая станция «Падун». 
В 1961 году в связи со строительством Верхнетуломской ГЭС, было принято решение о создании поселка гидростроителей (в 1966 году с присоединением селения Падун ему был придан статус посёлка городского типа). Специалисты финнской компании «Иматран Войма» одновременно с мощностями ГЭС возвели коттеджи для работников станции, одноэтажные деревянные дома, клуб, больницу, школу, детский сад, баню, пожарное депо, почту, сберкассу, магазины, стадион, хоккейный корт и электрокотельные .

## Население
| 1970  | 1979  | 1989  | 2002  | 2009  | 2010  | 2011  |
| ----- | ----- | ----- | ----- | ----- | ----- | ----- |
| 1609  | ↗2612 | ↗2797 | ↘2003 | ↘1832 | ↘1580 | ↘1577 |
| 2012  | 2013  | 2014  | 2015  | 2016  | 2017  | 2018  |
| ↘1512 | ↘1447 | ↘1416 | ↘1335 | ↘1289 | ↘1260 | ↘1244 |
| 2019  | 2020  | 2021  | 2023  |       |       |       |
| ↘1217 | ↘1214 | ↗1320 | ↘1254 |       |       |       |

Численность населения, проживающего на территории населённого пункта по данным Всероссийской переписи населения 2010 года, составляет 1580 человек. Из них 735 мужчин (46,5 %) и 845 женщин (53,5 %).

## Экономика
Помимо Верхне-Туломской гидроэлектростанции, градообразующим предприятием для посёлка являлся Верхнетуломский леспромхоз - самое крупное лесозаготовительное предприятие области, образованное в селении Падун в 1930-е годы . В настоящее время лесозаготовка и лесопереработка продолжается силами ООО «Природа ДОЗ».
В поселке также с 1992 года действуют предприятие рыбной отрасли - подземный рыбозавод ООО «Арктик–Салмон». Форелевая ферма построена в тоннеле ГЭС на глубине 50 метров с инкубационным цехом (28 бассейнов для выращивания мальков) и цехом с маточным стадом, в которых с помощью теплой воды из системы охлаждения гидроагрегатов ГЭС и холодной воды из чистого Верхнетуломского водохранилища разводят радужную форель .

## Культура
С 1966 года в Верхнетуломском работает Дом культуры «Дружба», в котором занимаются участники танцевального коллектива «Околица» (основан в 1996 году) и вокального коллектива «Северные узоры». В 2023 году был проведен его капитальный ремонт - фасады, инженерные коммуникации и сцену фактически воссоздали заново  .
Об этом сообщает ГТРК "Мурман". Подробнее: 
Проживающие в Верхнетуломском саамы продолжают развивать традиции народной культуры коренных жителей Кольского края: действующие носители национального языка проводят работу по сохранению и развитию культуры саамского народа, занимаются переводами на русский язык саамского фольклора, обучают детей саамскому языку и письменности, участвуют в международном сотрудничестве со странами Баренцрегиона.
В поселке есть воинское захоронение (две братские могилы и обелиск) в память о погибших во время авианалёта в годы Великой Отечественной войны пограничников и мирных жителей .

## Известные жители
- Свен Петрович Локко (род. в 1924) - писатель, художник, публицист, член Союза писателей России, автор трилогии «Финны на Мурмане» [3]. Его картины неоднократно экспонировались в Мурманской области, в Москве и Финляндии. Бригада под руководством Локко создала резную отделку рубленого здания Мурманского областного управления Федеральной службы по надзору в сфере природопользования. Будучи председателем Верхнетуломского Совета [28], активно занимался природоохранной деятельностью.